# Нечепорчукова, Матрёна Семёновна
 Матрёна Семёновна Нечепорчуко́ва (в замужестве Наздрачёва) (3 апреля 1924, Волчий Яр, Змиевской уезд, Харьковская губерния, Украинская ССР  — 22 марта 2017, Ставрополь, Российская Федерация) — санинструктор санитарной роты 100-го гвардейского стрелкового полка 35-й гвардейской стрелковой дивизии, одна из четырёх женщин — полных кавалеров ордена Славы.

## Биография
Родилась в крестьянской семье. По национальности — украинка. В 1941 году окончила Балаклеевскую акушерско-сестринскую школу. Работала медсестрой в районной больнице.

## Великая Отечественная война
С началом Великой Отечественной войны оказалась на оккупированной территории. В Красной Армии с апреля 1943 года. Член ВКП(б)/КПСС с 1943 года.
При форсировании реки Днепр за период с 27 по 30 сентября 1943 года вынесла с поля боя 24 тяжелораненых бойцов и командиров и оказала первую медицинскую помощь 49 воинам. За этот подвиг награждена медалью «За отвагу».
Санинструктор санитарной роты 100-го гвардейского стрелкового полка (35-я гвардейская стрелковая дивизия, 8-я гвардейская армия, 1-й Белорусский фронт) гвардии сержант медицинской службы Матрёна Семёновна Нечепорчукова 1 августа 1944 года в боях за удержание и расширение плацдарма близ польского населённого пункта Гжибув оказала первую медицинскую помощь двадцати шести раненым. Позднее, в районе польского города Магнушев, вынесла из-под огня противника офицера и эвакуировала его в тыл.
Приказом от 11 августа 1944 года за образцовое выполнение заданий командования в боях с немецкими захватчиками гвардии была награждена орденом Славы 3-й степени (№ 88619).
В боях при прорыве вражеской обороны на левом берегу Вислы оказала первую медицинскую помощь шестидесяти девяти тяжело раненным бойцам и офицерам. 18 января 1945 года, оставшись с группой раненых из двадцати семи человек в польском населённом пункте Овадув, вместе с несколькими медицинскими работниками и ездовыми, отразила нападение гитлеровцев, выходивших из окружения и обеспечила доставку раненых в госпиталь без потерь. 18 марта 1945 года в боях южнее польского города Кюстрин оказала медицинскую помощь пятидесяти одному раненому воину, в том числе двадцати семи тяжело раненным. Приказом от 13 апреля 1945 года за образцовое выполнение заданий командования в боях с немецкими захватчиками гвардии награждена орденом Славы 2-й степени (№ 27599).
В составе того же 100-го гвардейского стрелкового полка 35-й гвардейской стрелковой дивизии (6-я армия, 1-й Украинский фронт) при прорыве обороны противника на левом берегу реки Одер и в боях на берлинском направлении под огнём вынесла с поля боя семьдесят восемь раненых солдат и офицеров. Вместе с пехотой она преодолела реку Шпре южнее немецкого города Фюрстенвальде и, будучи раненой, продолжала оказывать медицинскую помощь вышедшим из строя солдатам и офицерам. Из пистолета сразила гитлеровца, который пытался вести огонь по раненым.
Указом Президиума Верховного Совета СССР от 15 мая 1946 года за образцовое выполнение заданий командования в боях с немецко-фашистскими захватчиками гвардии старшина медицинской службы Матрёна Семёновна Нечепорчукова награждена орденом Славы 1-й степени (№ 978), став полным кавалером ордена Славы.
В 1945 году была демобилизована в звании гвардии старшины медицинской службы.

## Послевоенное время
Вышла замуж за своего боевого товарища — Виктора Степановича Наздрачёва. С 1945 по 1950 годы проживала с семьёй в Германии. С 1950 по 1965 годы жила в селе Дмитриевское Красногвардейского района Ставропольского края. С 1965 по 1977 годы жила в селе Красногвардейское Ставропольского края, где работала в поликлинике и специальной школе-интернате.
За исключительную самоотверженность при спасении раненых в 1973 году была присуждена высшая награда Комитета Международного Красного Креста — медаль «Флоренс Найтингейл».
С 1977 года проживала в городе Ставрополе.
Военная гимнастёрка Матрёны Семёновны Наздрачёвой экспонируется в Центральном музее Вооружённых Сил в Москве

3 апреля 2016 года Президент РФ Владимир Путин поздравил Матрёну Семёновну с днём рождения: 
«Отвага, мужество и милосердие, проявленные Вами в самых жестоких сражениях, сотни спасённых жизней - это настоящий подвиг и яркий пример служения Отечеству

## Награды и звания
- Орден Отечественной войны I степени. Указ Президиума Верховного Совета СССР от 11 марта 1985 года.
- Орден Славы I степени (№ 978).Указ Президиума Верховного Совета СССР от 15 мая 1946 года.
- Орден Славы II степени (№ 27599). Приказ Военного совета 8 гвардейской армии от 13 апреля 1945 года.
- Орден Славы III степени (№ 88619).Приказ командира 35 гвардейской стрелковой дивизии № 101/н от 11 августа 1944 года.
- медаль «За отвагу» (1943 год)
- Медаль «За победу над Германией в Великой Отечественной войне 1941—1945 гг.». Указ Президиума Верховного Совета СССР от 9 мая 1945 года.
- другие медали СССР.
- Медаль имени Флоренс Найтингейл- награда Международного комитета Красного Креста (1973 год).
- Почётный гражданин Ставрополя (2010 год)[7]
- Памятник Матрёне Семёновне Наздрачёвой на территории Ставропольской краевой клинической больницы[8]. Установлен 3 апреля 2018 года[9]
- В июне 2019 года в Ставрополе установлен памятник трём ставропольским медсёстрам: Юлии Вревской — героине Русско-турецкой войны, Римме Ивановой, отличившейся в Первую мировую войну, и Матрёне Наздрачёвой — героине Великой Отечественной войны[10].